# La Monte
La Monte és una població dels Estats Units a l'estat de Missouri. Segons el cens del 2000 tenia 1.064 habitants.

## Demografia
Segons el cens del 2000, La Monte tenia 1.064 habitants, 411 habitatges, i 283 famílies. La densitat de població era de 360,4 habitants per km².
Dels 411 habitatges en un 34,3% hi vivien nens de menys de 18 anys, en un 56% hi vivien parelles casades, en un 8,5% dones solteres, i en un 31,1% no eren unitats familiars. En el 26,3% dels habitatges hi vivien persones soles l'11,7% de les quals corresponia a persones de 65 anys o més que vivien soles. El nombre mitjà de persones vivint en cada habitatge era de 2,57 i el nombre mitjà de persones que vivien en cada família era de 3,08.
Per edats la població es repartia de la següent manera: un 25,8% tenia menys de 18 anys, un 10,9% entre 18 i 24, un 30,5% entre 25 i 44, un 18,6% de 45 a 60 i un 14,1% 65 anys o més.
L'edat mediana era de 34 anys. Per cada 100 dones de 18 o més anys hi havia 92 homes.
La renda mediana per habitatge era de 28.688 $ i la renda mediana per família de 35.125 $. Els homes tenien una renda mediana de 23.889 $ mentre que les dones 19.118 $. La renda per capita de la població era de 13.153 $. Entorn del 15,3% de les famílies i el 21,4% de la població estaven per davall del llindar de pobresa.

## Poblacions més properes
El següent diagrama mostra les poblacions més properes.